# Albizzate
Albizzate es un municipio de Italia, en la provincia de Varese en la región de Lombardía.

## Municipios limítrofes
Caronno Varesino, Castronno, Jerago con Orago, Solbiate Arno, Sumirago

## Evolución demográfica
| Gráfica de evolución demográfica de Albizzate entre 1861 y 2001 |
|                                                                 |
| Fuente ISTAT - elaboración gráfica de Wikipedia                 |

- Datos: Q40962
- Multimedia: Albizzate / Q40962

1. ↑  Worldpostalcodes.org, código postal n.º 21041.
2. ↑  «Codici Catastali». Comuni-italiani.it (en italiano). Consultado el 29 de abril de 2017.